# Acanalonia tehuacana
Acanalonia tehuacana är en insektsart som beskrevs av Caldwell 1947. Acanalonia tehuacana ingår i släktet Acanalonia och familjen Acanaloniidae. Inga underarter finns listade i Catalogue of Life.